# Abadula Gemeda
République fédérale démocratique d'Éthiopie
Abadula Gemeda Dago (Ge'ez: አባዱላ ገመዳ), né le 5 juillet 1958 dans la région Oromia de la zone Arsi, est un des 112 membres du Conseil de la Fédération éthiopien. Il est un des 19 conseillers de l'État Oromia et représente le peuple Oromo.

## Biographie
Jeune, Abadula Gemeda est formé à la Defense University of China, puis en 2004, il décroche un master d'arts à la Century University aux États-Unis. Il est ensuite un membre militaire de l'Organisation démocratique des peuples Oromo (OPDO).
En 1991, Abadula Gemeda prend la tête des opérations des forces de défense nationale éthiopiennes, puis directeur des renseignements en 1996. En 1998, il est nommé commandeur des forces de défense national.  En 2001, il quitte l'armée éthiopienne (où il est major-général) pour rejoindre le gouvernement du premier ministre Meles Zenawi en qualité de ministre de la défense. En 2005, il devient président de la région d'Oromia,.
En octobre 2015, il est réélu au poste de président de l'Assemblée nationale qu'il occupe depuis 2010. Début octobre 2017, Abadula Gemeda démissionne du poste de président de l’Assemblée nationale,.

## Prix et récompenses
- 2014 : WHO Award par l'Organisation mondiale de la santé[6]